# Kandyda od Najśw. Marii Panny Anielskiej Cayuso González
Kandyda od Najświętszej Marii Panny Anielskiej Cayuso González, Candida Cayuso Gonzalez de Nustra Senora de los Angeles (ur. 5 stycznia 1901; zm. 24 listopada 1936) – hiszpańska błogosławiona Kościoła katolickiego, zakonnica ze Zgromadzenia Karmelitanek Miłosierdzia.

## Życiorys
Uczęszczała do Kolegium karmelitów, a w dniu 15 lutego 1921 roku rozpoczęła nowicjat. We wrześniu 1923 roku złożyła śluby zakonne i została skierowana do Domu Miłosierdzia. Jest jedną z ofiar antykatolickich prześladowań religijnych okresu wojny domowej w Hiszpanii.
Kandydę od Najśw. Marii Panny Anielskiej Cayuso González beatyfikował Jan Paweł II w dniu 11 marca 2001 roku jako męczennicę zamordowaną z nienawiści do wiary (łac. odium fidei) w grupie 232 towarzyszy Józefa Aparicio Sanza.